# Mussurana

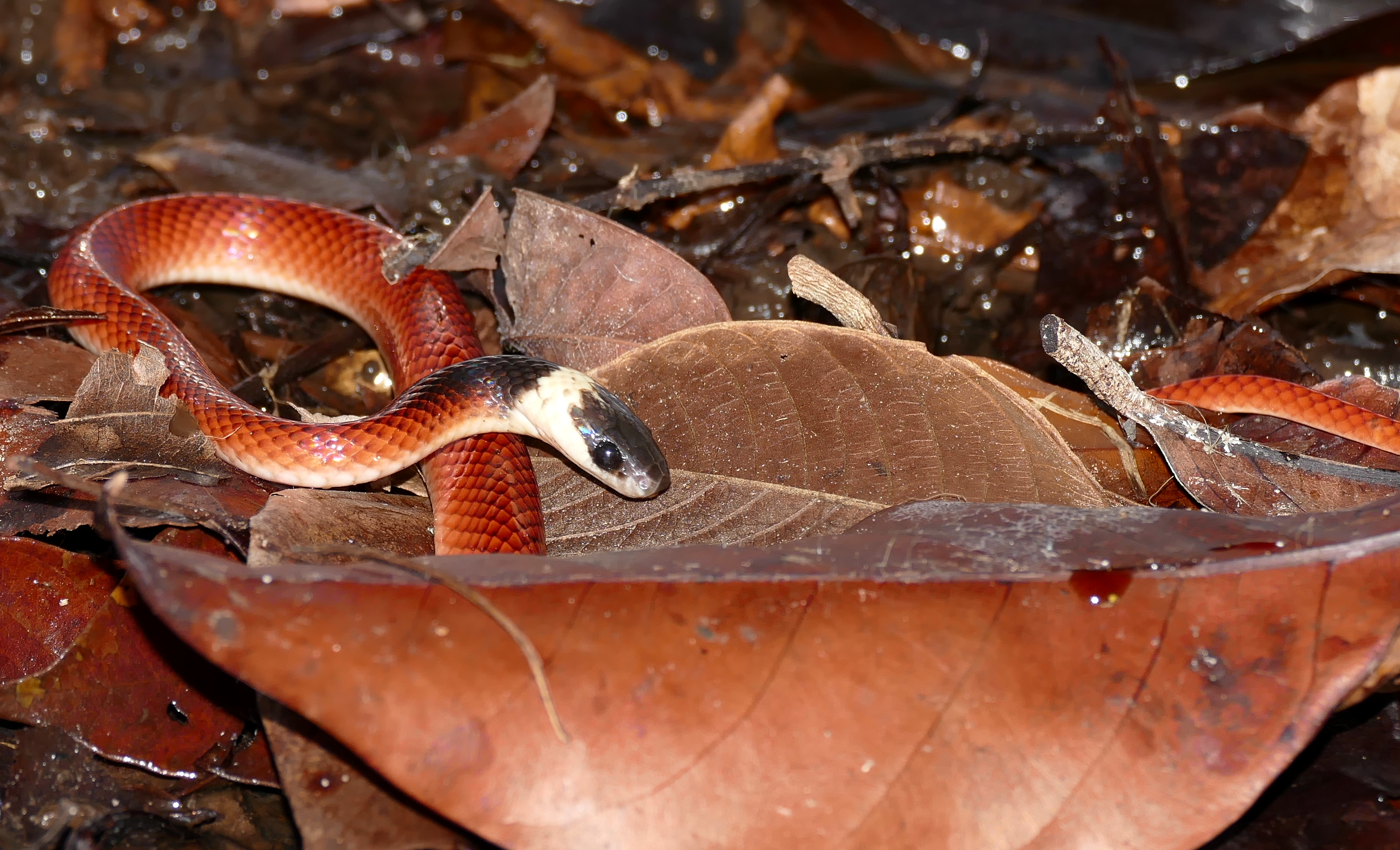
Jungtier in Französisch-Guayana

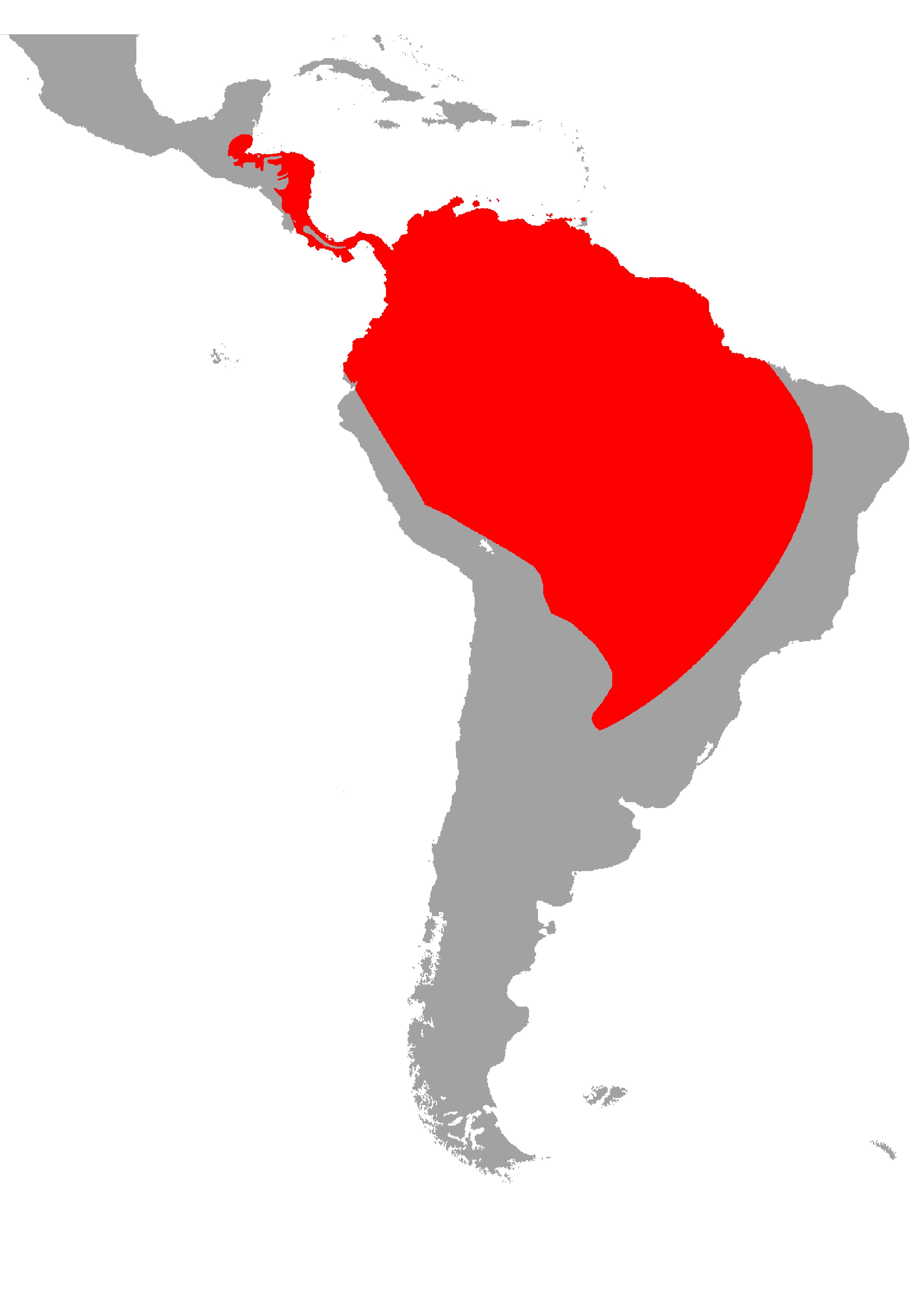
Vorkommen von Clelia clelia

Die Mussurana (Clelia clelia) ist eine in Mittel- und Südamerika beheimatete Schlangenart. Sie zählt innerhalb der Familie der Nattern (Colubridae) zur Gattung der Mussuranas (Clelia). Im Spanischen wird die Mussurana culebra minadora oder lisa genannt.

## Merkmale
Die Mussurana erreicht eine Körperlänge von etwa 1,50 bis 1,60 Meter, sie kann aber bis zu 2,40 Meter lang werden.
Bei dem Weibchen sind 194–218 ventrale Schuppen vorhanden, bei den Männchen 193–213. Nach dem Analschild folgen bei den Weibchen 62–74 und bei den Männchen 75–88 Subcaudalia. Clelia clelia hat meist sieben Oberlippenschilde, von denen die zweite und dritte von vorne gezählt an die relativ große Loreale angrenzen.
Bei den Jungschlangen ist der Rücken rosafarben oder rötlich gefärbt. Diese Färbung geht dann mit zunehmendem Alter in eine blaue Färbung über; im Erwachsenenalter weist der Rücken dann eine bleifarbene Tönung auf. Ein schwarzer Fleck zeigt sich im vorderen Rückenbereich. Des Weiteren erkennt man ein weißes und ein schwarzes Nackenband. Der Kopf ist bei den Jungschlangen in der Regel schwarz getönt. Der Bauch ist meist mit einigen schwarzen Pigmentierungen besetzt. Der Kinnbereich sowie der untere Schwanzbereich sind weiß gefärbt. Bei den Erwachsenen weist der Bauch eine gelbliche Tönung auf.
Im Gegensatz zur sehr ähnlich aussehenden Boiruna maculata ist der Bauch nie vollständig dunkel gefärbt. Bei Clelia plumbea, einer ähnlich gefärbten und ebenso groß werdenden Art der Gattung Clelia, ist die Trennlinie zwischen hellem Bauch und dunkler Rückenfärbung gerade, während sie bei Clelia clelia gezahnt ist.
Die Mussurana besitzt 10 bis 15 kräftige Zähne im hinteren Bereich des Oberkiefers (opisthoglyph), die sie verwendet, um den Kopf der angegriffenen Beute zu erfassen. Anschließend wird das Opfer mit dem Körper und dem Schwanz umschlungen.

## Unterarten
Folgende drei Unterarten werden unterschieden:
- Clelia clelia clelia (Daudin, 1803)
- Clelia clelia groomei Greer, 1965
- Clelia clelia immaculata Smith, 1942

Insbesondere der Unterartstatus von Clelia clelia immaculata ist allerdings umstritten.

## Verbreitung
Die Mussurana kommt in fast allen mittel- und südamerikanischen Ländern vor.

## Lebensweise
Die Mussurana bevorzugt Lebensräume mit dichter Vegetation. Sie ist eine tagaktive, am Boden lebende Schlange, die manchmal auch in der Nacht aktiv ist. Obwohl sie Giftzähne hat, besteht für den Menschen keine Gefahr, da das Gift schwach ist. Von nur sehr wenigen Vergiftungsfällen wurde berichtet; diese waren zudem auch nicht tödlich.

### Ernährung
Die Mussurana ist immun gegen das Gift anderer Schlangen, von denen sie sich ernährt, insbesondere Amerikanische Lanzenottern (Bothrops), der Unterfamilie der Grubenottern (Crotalinae). Allerdings ist die Mussurana nicht immun gegen das Gift der Korallenottern (Micrurus). Des Weiteren verspeist die Mussurana auch Schleichen sowie Echsen, Ameiven und Tejus. Wenn nicht ausreichend andere Schlangen vorhanden sind, kann sie sich auch von kleinen Säugetieren sowie von Regenwürmern, Schnecken und Landschnecken ernähren. Die Mussurana besitzt 10 bis 15 kräftige Zähne im hinteren Bereich des Oberkiefers (proteroglyph), die sie verwendet, um den Kopf der angegriffenen Schlange zu erfassen. Dann windet sich die Mussurana mit dem Schwanz und Körper um das Opfer. Dies ist der Grund, warum die Art auch Pseudoboa genannt wird.

### Fortpflanzung
Die Mussurana zählt zu den eierlegenden Arten. Die Paarungszeit beginnt in der Regel kurz nach der Winterruhe. In einer Saison kommt es lediglich zu einer Eiablage. Das Weibchen legt kurz nach erfolgreicher Paarung an geschützter Stelle in eine flache Erdmulde die Eier ab. Je nach Umgebungstemperatur schlüpfen die Jungschlangen nach 50 bis 80 Tagen. Sie weisen bereits jetzt eine Länge von 30 bis 35 Zentimetern auf und sind gleich sofort auf sich alleine gestellt. Eine Brutpflege seitens des Weibchens wird nicht betrieben. Die Jungschlangen ernähren sich anfangs hauptsächlich von Insekten, kleinen Echsen und anderem Kleingetier.

## Gefährdung und Schutz
In den meisten Verbreitungsgebieten kommt die Mussurana noch recht häufig vor. Die noch gesunden Populationen können aber nicht darüber hinwegtäuschen, dass weite Teile der natürlichen Lebensräume durch Urbanisierung und Trockenlegung bedroht sind. Die Mussurana steuert in den Lebensräumen die Populationen hauptsächlich von Regenwürmern und Schnecken. Einige Farmer halten sich Mussuranas sogar als Haustiere, um ihr Vieh besser vor Grubenottern zu schützen.